# Nōbi-Ebene

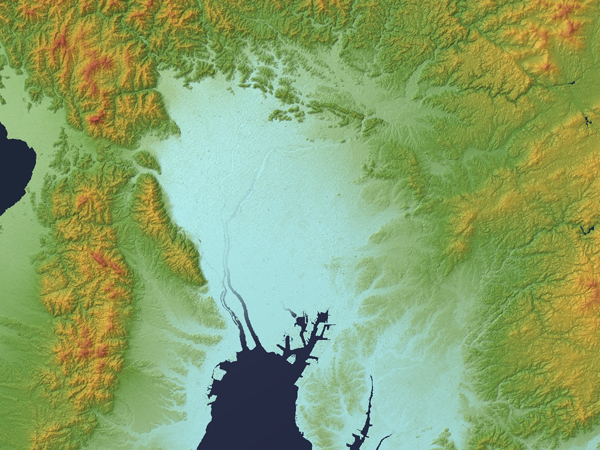
Topographie der Nōbi-Ebene

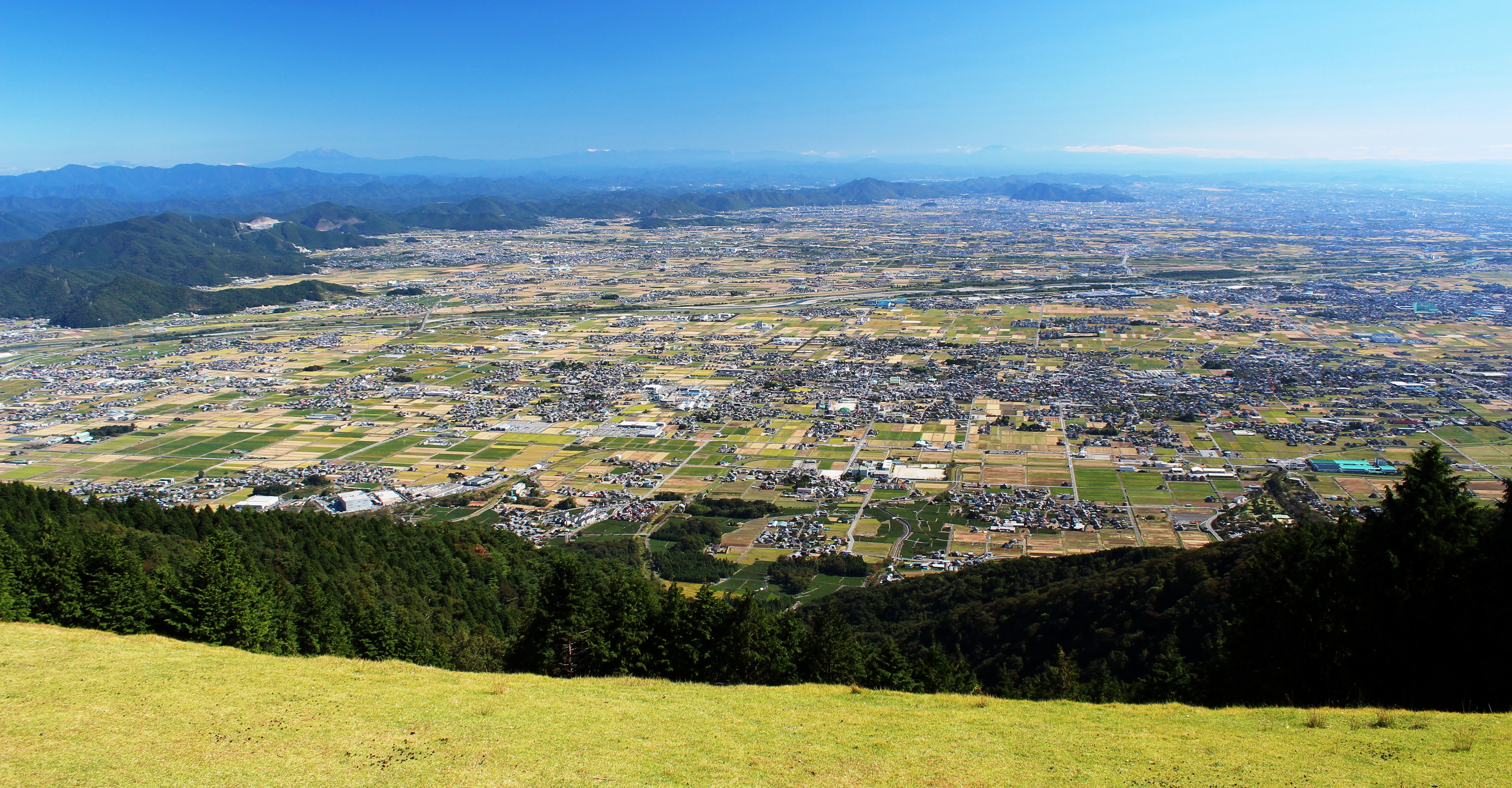
Nōbi-Ebene

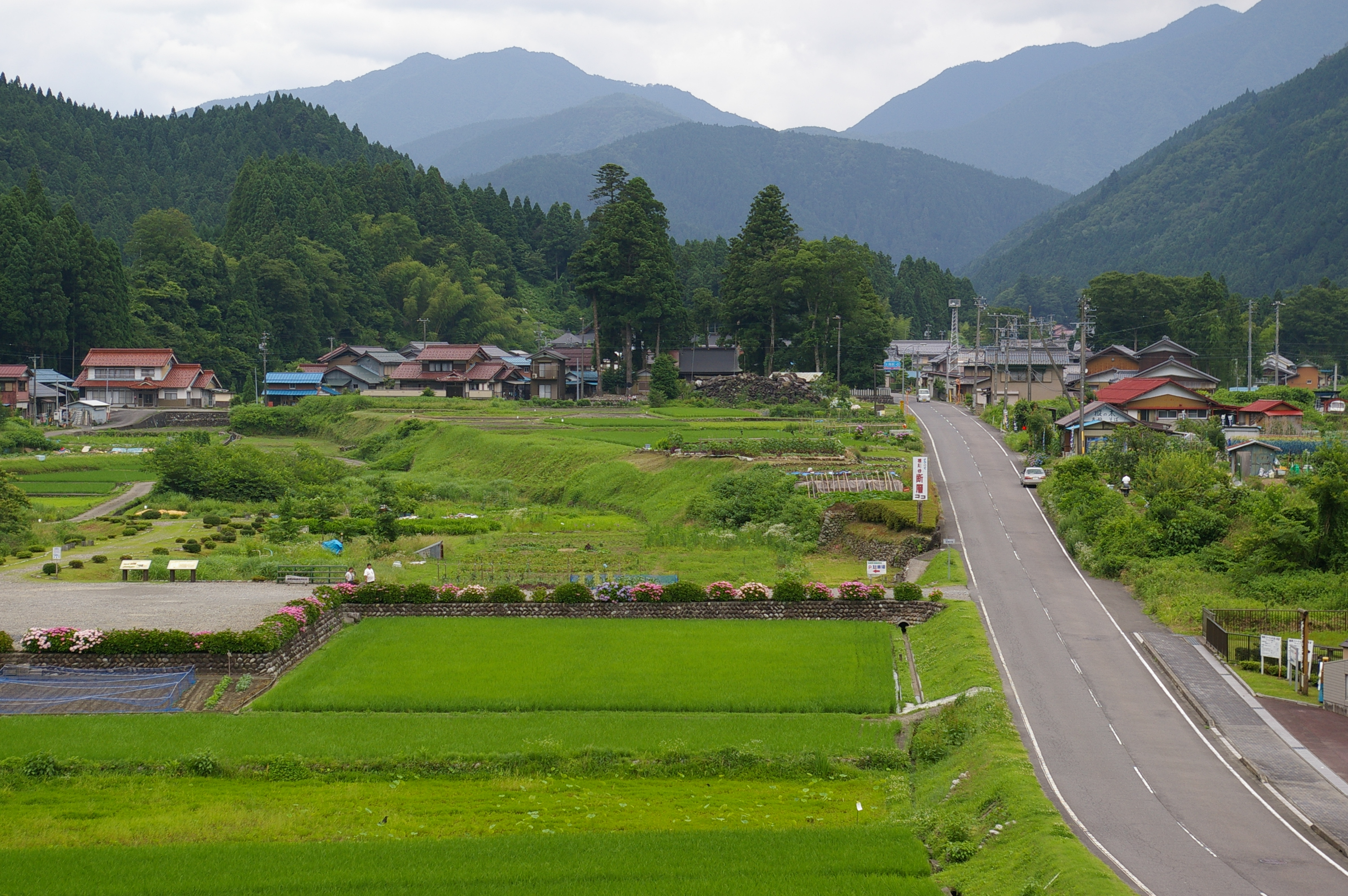
Neodani-Verwerfung
(Nōbi-Erdbeben 1891)

Die Nōbi-Ebene (jap. 濃尾平野 Nōbi-heiya) ist eine Ebene (Schwemmebene), die sich vom südwestlichen Teil der Präfektur Gifu in Japan bis zum nordwestlichen Teil der Präfektur Aichi und dem nördlichen Teil der Präfektur Mie erstreckt. Die Flüsse Kiso, Nagara, Ibi und Shōnai fließen durch diese Ebene und münden in die Ise-Bucht. Die Nōbi-Ebene hat eine Fläche von ca. 1800 km².

## Geschichte
Am 28. Oktober 1891 ereignete sich in der Region das Mino-Owari-Erdbeben (auch „Nōbi-Erdbeben“) bei dem mindestens 7000 Menschen starben. Dabei entstand die Neodani-Verwerfung. Sie ist seit 1952 als nationales besonderes Naturdenkmal ausgewiesen.

## Städte
| Präfektur | Städte in der Nōbi-Ebene                                                                                    |
| --------- | --- |
| Aichi     | Nagoya, Ichinomiya, Kasugai, Komaki, Inuyama, Kōnan, Iwakura, Inazawa, Ama, Tsushima, Aisai, Yatomi, Kiyosu |
| Gifu      | Gifu, Ōgaki, Kakamigahara, Seki, Minokamo, Kani, Hashima                                                    |
| Mie       | Kuwana |